# Malaeimi
Malaeimi är en ort i Amerikanska Samoa (USA).   Den ligger i distriktet Västra distriktet, i den västra delen av landet, 6 km sydväst om huvudstaden Pago Pago. Malaeimi ligger 39 meter över havet och antalet invånare är 1 261. Den ligger på ön Tutuila Island.
Terrängen runt Malaeimi är kuperad åt nordväst, men åt sydost är den platt. Havet är nära Malaeimi åt sydost.  Närmaste större samhälle är Tāfuna, 2,1 km sydost om Malaeimi. 